# Hilaire Kédigui
Hilaire Kédigui, né le 19 septembre 1985 à N'Djamena (Tchad), est un footballeur tchadien professionnel évoluant au poste d'attaquant. Il joue actuellement à l'Association Sportive MangaSport Football (Gabon) et est international tchadien.

## Carrière en club
Hilaire Kédigui commence sa carrière au Tourbillon FC (un club tchadien) avant de signer, en été 2009, pour le club gabonais de l'Association Sportive MangaSport Football.

## Carrière internationale
Hilaire Kédigui a joué pour l'équipe nationale tchadienne lors des qualifications pour la Coupe du monde de football 2010 et lors des éliminatoires de la Coupe d'Afrique des nations de football. Il compte, en janvier 2011, 11 sélections pour 3 buts inscrits.